# Макдональд, Джейк
Джейк Макдональд (1949 — 30 января 2020) — канадский писатель. Макдональд опубликовал восемь книг и несколько сотен статей в канадских журналах. Макдональд выпустил восемь книг и несколько сотен статей в канадских журналах.

## Биография
Макдональд родился в Виннипеге, Манитоба. В 1967 году закончил школу св. Павла в Веннипеге. Макдональд получил степень бакалавра английского языка в Университете Манитобы в 1971 году. После окончания школы Макдональд работал плотником и рыболовным гидом, прежде чем стать писателем на полную ставку. Макдональд получил степень бакалавра английского языка в Университете Манитобы в 1971 году.

## Творческая жизнь
За двадцать пять лет он выпустил десять книг, как художественной, так и научно-популярной, многочисленные рассказы и около двухсот рассказов для многих ведущих канадских изданий, включая The Globe and Mail, Outdoor Canada, Canadian Geographic, Maclean’s, Cottage Life, Канадский бизнес и морж. Его работы были отмечены более чем двадцатью пятью наградами. Мемуары Houseboat Chronicles: Notes from a Life in Shield Country завоевали три награды по всей стране, в том числе премию Pearson Writers 'Trust Prize за документальную литературу в 2002 году.
Его юношеский роман 1997 года «Джулиана и рыба-лекарство» был экранизирован в 2015 году. В 2019 году его первая пьеса «Коттедж» была поставлена на главной сцене Джона Хирша в Королевском театральном центре Манитобы. Также в 2019 году Макдональд выиграл премию Winnipeg Arts Council «Making a Mark Award»

## Смерть
Макдональд умер 30 января 2020 года после падения в доме, который он строил в Пуэрто-Валларта, Мексика. Ему было 70 лет.

## Работы
- Indian River — 1981
- The Bridge Out of Town — 1986
- Two Tickets to Paradise — 1990
- Raised by the River — 1992
- Juliana and the Medicine Fish — 1997
- The Lake: An Illustrated History of Manitobans' Cottage Country — 2001
- Houseboat Chronicles: Notes from a Life in Shield Country — 2002
- With the Boys: Field Notes on Being a Guy — 2005
- Grizzlyville: Adventures in Bear Country — 2009
- Casting Quiet Waters: Reflections on Life and Fishing (edited) — 2014